# Canal de Páramo Bajo
El canal de El Páramo Bajo es una obra de ingeniería civil que se inauguró en 1997. Dicho canal discurre 27,3 kilómetros en las provincias de León y Zamora, permitiendo el riego de 24.000 hectáreas con agua dulce proveniente de los embalses del Porma y Riaño. El uso principal del agua es la agricultura.

## Datos técnicos[1]
- Longitud: 27,3 kilómetros

- Superficie dominada: 30.300 hectáreas

- Superficie regada: 24.000 hectáreas

- Caudal máximo en origen: 21,3 m³/s